# 잠복근무 (2005년 영화)
"잠복근무"(영어: She's On Duty)는 대한민국의 영화로, 2005년 3월 17일에 개봉이며, 감독은 박광춘이다.

## 등장인물

### 중심 인물
- 김선아 : 천재인 역
- 공유 : 강노영 역
- 남상미 : 차승희 역
- 하정우 : 조기훈 역

### 주변 인물
- 노주현 : 천 반장 역
- 김상호 : 강 형사 역
- 이찬영 : 강철 역
- 오순태 : 갈치 역
- 이언정 (이사비) : 메딕 역
- 홍수아 : 조혜령 역
- 문원주 : 강성진 역
- 황효은 : 소영 역
- 김성오 : 붕어 역
- 정만식 : 망치 역
- 박상현 : 반 학생 역
- 김선영 : 수학 선생님 역

### 우정출연
- 박상면 : 담임 역
- 최불암 : 부장형사 역
- 이범수 : 수학 장학사 역
- 김지우 : 자경 역

### 특별출연
- 김갑수 : 차영재 역
- 오광록 : 배두상 역